# Protoindoeuropeu
|  | Si busqueu els parlants del protoindoeuropeu, vegeu protoindoeuropeu (poble) |

El protoindoeuropeu (també indoeuropeu) és una llengua extinta que hom suposa l'origen de totes les indoeuropees. Ha estat reconstruïda mitjançant el mètode comparatiu, sobretot a partir de les semblances entre el sànscrit, el grec clàssic, i el llatí i, posteriorment, a més, amb les reconstruccions de les altres llengües del grup, com l'antic germànic, o llengües força arcaiques que encara es parlen, com el lituà. Determinats estudiosos afirmen que prové del nostràtic o almenys d'una llengua intermèdia, el protoindouràlic.
L'origen de l'indoeuropeu es data cap al 3000 aC. Més endavant, cap al 2000 aC, ja hi ha diferències notables entre les llengües nascudes d'aquesta llengua (llengües indoeuropees), per exemple amb la separació de la branca anatòlica. A partir de les dades lingüístiques i arqueològiques descobertes durant la segona meitat del segle xx, sembla que els suposats parlants d'aquesta llengua, els protoindoeuropeus, van viure a la prehistòria a les estepes a l'oest dels Urals, entre la mar Càspia i la mar Negra. Eren un poble nòmada que va domesticar el cavall, i que es va dividir en unes quantes tribus, fet que explicaria la fragmentació lingüística.

## Separació de l'indoeuropeu
La lingüística comparada va establir uns principis bàsics: entre els més importants, hi ha les lleis de Grimm i Verner, que van establir la correspondència fonètica entre alguns fonemes consonàntics de les llengües de la família. Això vol dir que un determinat so es comporta generalment de la mateixa manera sota idèntiques condicions a qualsevol llengua del mateix grup.
Per exemple, a certes subfamílies indoeuropees (l'albanesa, l'armènia, la indoirànica, l'eslava, i la bàltica), el suposat fonema /k/ del protoindoeuropeu es transforma en una /s/. L'exemple més divulgat d'aquesta regla és l'evolució de la paraula cent. Aquest mot en llatí s'escriu <centum> i es pronuncia ['kentum]. En canvi, a l'avèstic la paraula és satem, cosa que demostra el pas de /k/ a /s/. Per això, les llengües indoeuropees inicialment es van classificar entre les que pertanyen a la branca occidental (del centum), o bé a l'oriental (del satem). Però molts lingüistes no van acceptar aquest criteri, perquè això significava que la fragmentació havia tingut lloc en èpoques molt primerenques. I a més a més, perquè, malgrat que és una característica de gran interès, no és l'únic element decisiu que separa en dues branques el grup indoeuropeu. I encara més, durant el segle xx, es van descobrir llengües indoeuropees (el tocari) clarament centum a l'àrea oriental (Àsia central). És el que es coneix com la isoglossa centum-satem. Aquestes polèmiques es van afegir a les generals sobre quan i on es parlava el protoindoeuropeu (Urheimat).

## Característiques lingüístiques
El protoindoeuropeu tenia un sistema fonològic consonàntic simple, amb abundància d'oclusives. Tenia cinc vocals, que podien ser llargues o breus, combinar-se entre elles per formar diftongs, i ser substituïdes com a nucli sil·làbic per fonemes líquids.
La llengua era sintètica i tenia declinacions, que van heretar llengües filles com el llatí o els dialectes germànics. El nom tenia vuit casos diferents, tres gèneres (masculí, femení, i neutre, com encara hi són a l'alemany); i quatre nombres (singular, plural, dual, i col·lectiu). Pel que fa als verbs, es creu que tenien quatre modes (indicatiu, subjuntiu, imperatiu, i potencial) o cinc (un d'anomenat injuctiu). Cada mode tenia un mínim de tres temps (la quantitat depèn de la reconstrucció), creats com fan el grec o el sànscrit.

### La faula de Schleicher
El 1868, el filòleg alemany August Schleicher va crear un text artificial compost en l'idioma reconstruït protoindoeuropeu. És l'anomenada faula de L'ovella i els cavalls.

## Divisió dialectal
L'hipotètic idioma indoeuropeu està datat entre el 3500 i el 2500 aC. Hauria estat format per varietats dialectals estretament relacionades. L'expansió va crear diferències que, amb el temps, acabarien fent aparèixer les llengües indoeuropees actuals. El coneixement que es té d'aquesta llengua es deu al mètode comparatiu i al seu desenvolupament modern, la lingüística històrica. Aquests mètodes permeten una reconstrucció força aproximada de moltes característiques del protoindoeuropeu. Però no han pogut resoldre el problema de la varietat dialectal. De fet, la diferenciació dialectal inicial del protoindoeuropeu és molt difícil de conèixer. Se suposa que les agrupacions actuals de les llengües indoeuropees han de reflectir les diferències inicials.
Es creu que la primitiva civilització indoeuropea, que habitava entre el nord del Caucas i el nord de la mar Càspia, va existir durant el IV mil·lenni aC. Entre el 4000 i el 3500 aC hi va haver les primeres emigracions cap a les actuals Ucraïna, Romania, Iugoslàvia, i l'est d'Hongria. A la segona onada (entre el 3500 i el 3000 aC) van arribar a l'Europa central i septentrional, la regió balcànica, Anatòlia, i el nord de l'Iran. Més tard, van arribar a Grècia i a la Mediterrània oriental. Durant la seva expansió, els indoeuropeus va entrar en contacte amb unes altres poblacions, la llengua de les quals va ser reemplaçada per la dels conqueridors.

### Subgrups principals
Si bé els grups filogenètics de nivell intermedi són clars (itàlic, tokhari, anatòlic, hel·lènic, germànic, indoiranià, etc), no hi ha acord sobre la relació exacta entre aquests grups i sobre quin seria un arbre filogenètic adequat per a la família indoeuropea. Actualment hi ha dos models: l'arbre de Gray-Atkinson, i l'arbre de Ringe-Warnow-Taylor. El primer es basa estrictament en lèxic comparatiu i substituït. El segon es basa en isoglosses fonològiques i morfològiques. Encara que les dues classificacions tenen alguns punts comuns, també tenen diferències importants. Coincideixen a fer els grups següents:
- Anatoli
- Tokhari
- Greco-armeni
- Albanès
- Balto-eslau
- Indoiranià
- Germànic
- Italo-cèltic

Quan s'intenta agrupar aquests grups, surten arbres diferents, depenent dels criteris. Una altra coincidència de totes les classificacions és que l'anatòlic i el tokhari van ser les primeres llengües a separar-se del tronc comú (curiosament aquests dos grups de llengües no eren coneguts per als indoeuropeistes del segle xix).

### Satem - Centum
El segle xix, August Schleicher i uns altres indoeuropeistes van dividir la família en dos grups diferents: les llengües orientals o llengües satem, i les llengües occidentals o llengües centum; depenent de l'evolució del fonema /*kj/. A les primeres llengües hi ha palatització cap a /*š/ (i més tard en algunes llengües variaria a [ʃ], [ɕ] o [s]); mentre que en les segones llengües quedaria com velar. L'exemple més divulgat d'aquesta divisió, i que dona nom a la divisió, és el del canvi de la paraula *kntom ‘cent’, que en sànscrit és śatam [ɕa'təm], i en llatí és centum ['kentum], mentre que en avèstic la paraula es convertí en satem [sa'təm]. Per això les llengües indoeuropees s'han classificat bé per pertànyer a la branca occidental (del centum), o bé a l'oriental (del satem).
Certes famílies d'idiomes d'origen indoeuropeu (albanès, armeni, llengües indoiranianes, llengües eslaves, i en part les llengües bàltiques) són llengües satem. Però avui aquest tret es considera marginal i resultat d'una difusió relativament tardana d'una isoglossa que, amb graus diferents d'exhaustivitat, afectà principalment les llengües orientals. Tanmateix, les llengües orientals com el tokhari no tenen la palatalització, suggerint que aquesta palatalització no va fer cap paper a l'indoeuropeu més antic. A més a més, es pensa que hi ha uns altres trets distintius més importants.
La primera divisió de les llengües indoeuropees és la dels grups danubià i nòrdic.

### Europeu antic
Inicialment es va proposar un europeu antic, pressuposant que hi va haver una llengua precursora, que per diversificació va fer els grups següents:
- Grec: dividit en aqueu, jònic, eoli (barreja d'aqueu i jònic), dòric, grec del nord-oest, i uns altres.
- Itàlic: origen del llatí i de llengües properes, sabèl·lic, osc-umbre, i uns altres.
- Cèltic: origen del bretó, gaèlic irlandès, gal, i uns altres.
- Germànic: dividit en la branca nòrdica, origen del noruec, suec, danès, i uns altres; la branca gòtica, i la branca occidental, origen de l'alemany, l'anglès, el neerlandès, i uns altres.

Tanmateix, aquestes llengües no són cap unitat filogenèticament vàlida, atès que, per exemple, la branca grega és més propera a la branca armènia que a cap altre grup actual. La proximitat del grec amb algunes llengües paleobalcàniques no és gaire coneguda, però pot ser semblant a la que té amb l'armeni.